# Julia Kristeva
Julia Kristeva (sinh ngày 24 tháng 6 năm 1941) là nhà phân tâm học, phê bình văn học, triết học, nữ quyền và là một tiểu thuyết gia nổi tiếng sinh ra tại Sliven, Bun-ga-ri.

## Tiểu sử

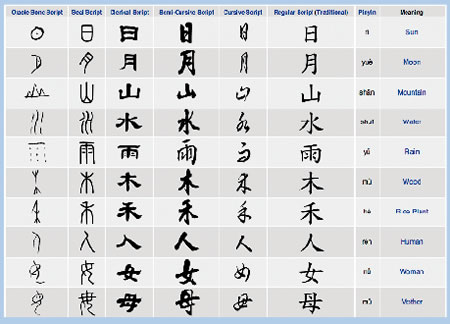
Semiotic

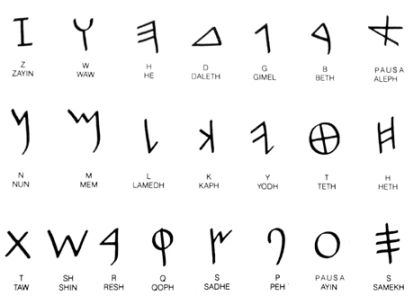
Semiotic

Ngày 24 tháng 6 năm 1941, Julia Kristeva chào đời tại Sliven, Bun-ga-ri. Julia tốt nghiệp ngành ngôn ngữ học của trường đại học Sofia, sau đó nhận được học bổng nghiên cứu cao học tại Pháp vào tháng 12 năm 1965 khi cô 24 tuổi. Do đó, từ năm 1966, Julia chuyển sang sống và làm việc tại Pháp cho đến hiện tại. Sau khi hoàn thành xong bằng thạc sĩ, cô tiếp tục học lên tiến sĩ.
Ngày 2 tháng 8 năm 1967, Julia kết hôn với tiểu thuyết gia người Pháp Phillip Sollers
Trong những năm 1960, bà tham gia hoạt động và là một thành viên tích cực của nhóm Tel Quel. Tại đây, Julia đã có rất nhiều bài báo về ngôn ngữ chính trị có tầm ảnh hưởng lớn được đăng và tham gia vào ban biên tập của Tờ Tel Quel,Semeiotikè (1969) và La Révolution du langage poétique (1974).
Năm 1973, Julia hoàn thành bằng Tiến sĩ ngôn ngữ học tại trường École Pratique des Hautes Études. Năm 1974, bà làm việc tại Khoa ngôn ngữ học tại trường đại học Paris VII–Denis Diderot.
Năm 1979, Julia trở thành nhà phân tâm học thực hành. Những năm 1980, bà bắt đầu nghiên cứu và viết bài về ngôn ngữ ký hiệu và ngôn ngữ biểu tượng.
Bà đang nghiên cứu và hoạt động trong nhiều lĩnh vực khác nhau như ngôn ngữ học, văn học, triết học và bảo về quyền phụ nữ.

## Đóng góp
Trong suốt quá trình nghiên cứu về ký hiệu và phân tâm học của Sigmund Freud, Julia đã tìm ra một định nghĩa mới về "Phân tích ký hiệu". Nhờ nghiên cứu thành công này, bà đã chỉ ra sự khác nhau cơ bản giữa ngôn ngữ ký hiệu (semiotic language) và ngôn ngữ biểu tượng (symbolic language). Điều này đóng góp phần quan trọng cho ngành ngôn ngữ học, triết học, và hậu cấu trúc luận của phê bình văn học.
Julia là một trong những nhân vật quan trọng hoạt động trong lĩnh vực bảo vệ quyền phụ nữ của Pháp trên toàn thế giới. Bà ảnh hưởng lớn tới các nghiên cứu về nữ quyền và chủ nghĩa nữ quyền tại Anh và Mỹ.
Với những đóng góp quan trọng về nhiều mảng cho xã hội, bà được trao tặng giải thưởng Holberg năm 2004 và Hannah Arendt Prize năm 2006.
Hiện tại, Julia là giáo sư danh dự, giáo sư thỉnh giảng tại rất nhiều trường đại học tại Châu Âu, Mỹ và Canada.